# انتگرال گاوسی
انتگرال گاوسی یا انتگرال احتمال، عبارت است از انتگرال‌گیری از حالت خاص تابع گاوسی e−x2، روی محور اعداد حقیقی (از منفی بی‌نهایت تا مثبت بی‌نهایت). این مقدار به نام ریاضیدان آلمانی، کارل فردریش گاوس، نام گذاری شده‌است و از
انتگرال‌های بسیار مهم و جالب ریاضیات است.
این عبارت به صورت زیر می‌باشد:
{\displaystyle \int _{-\infty }^{\infty }e^{-x^{2}}\,dx={\sqrt {\pi }}}

نمودار تابع ƒ(x) = e−x^{2} (منحنی آبی رنگ) و سطح محدود بین این تابع و محور X (ناحیه قرمز رنگ) که برابر است با:

این انتگرال کاربرد بسیار در ریاضیات دارد و به کمک آن می‌توان پاسخ بسیاری از انتگرال‌ها را یافت.